# Coussac-Bonneval
Coussac-Bonneval – miejscowość i gmina we Francji, w regionie Nowa Akwitania, w departamencie Haute-Vienne. W 2013 roku populacja ówczesnej gminy wynosiła 1360 mieszkańców. 